# Esquerra de Catalunya
L'Esquerra de Catalunya va ser el nom d'una coalició electoral, nacionalista i d'esquerres, formada pel Partit del Treball de Catalunya (PTC), Esquerra Republicana de Catalunya (ERC) i Estat Català (EC) en les primeres eleccions democràtiques després del franquisme, el 15 de juny de 1977. Va comptar amb el suport de l'Associació Catalana de la Dona i de la Confederació de Sindicats Unitaris de Treballadors (CSUT).

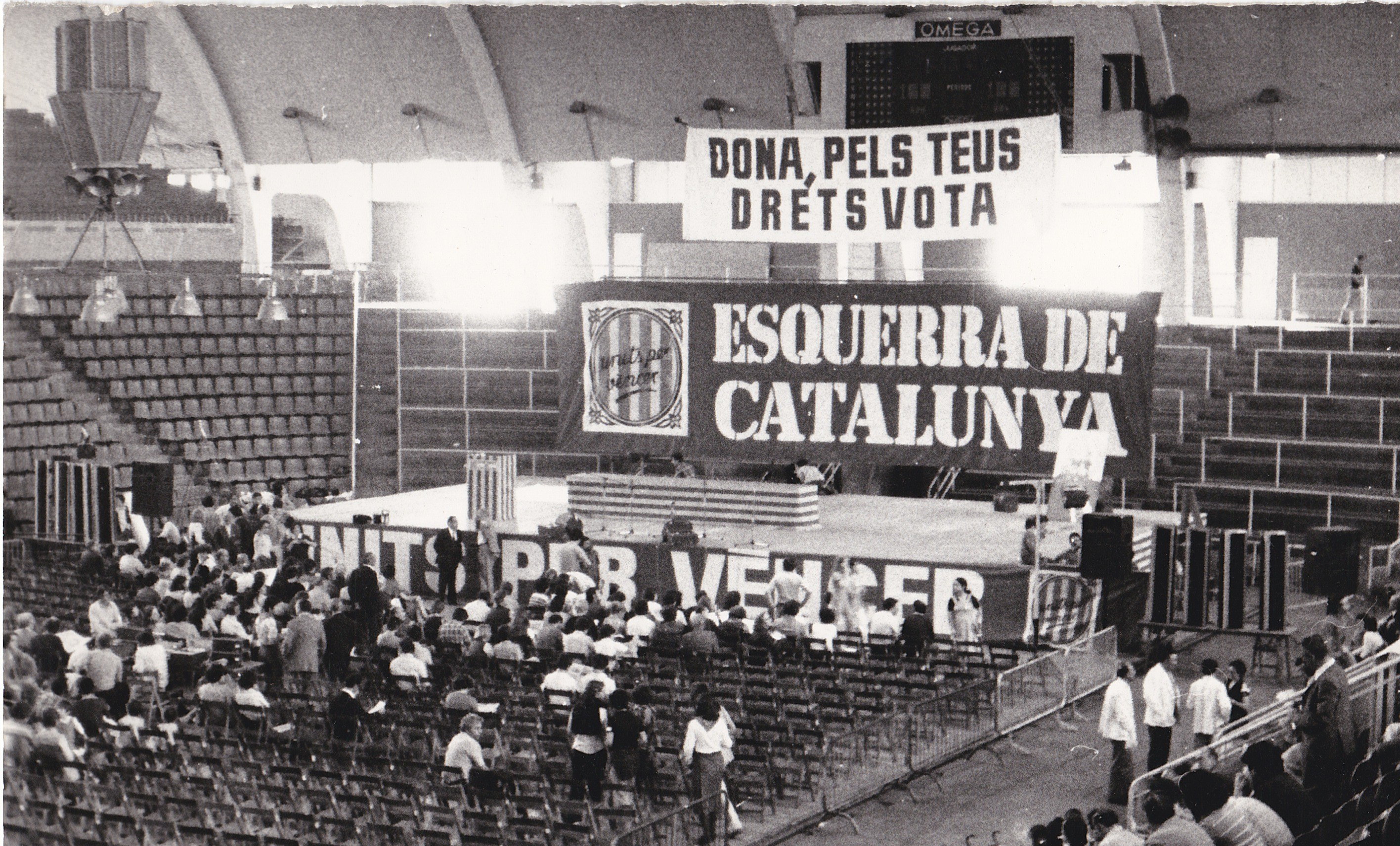
Acte d'Esquerra de Catalunya del dia 8 de juny de 1977

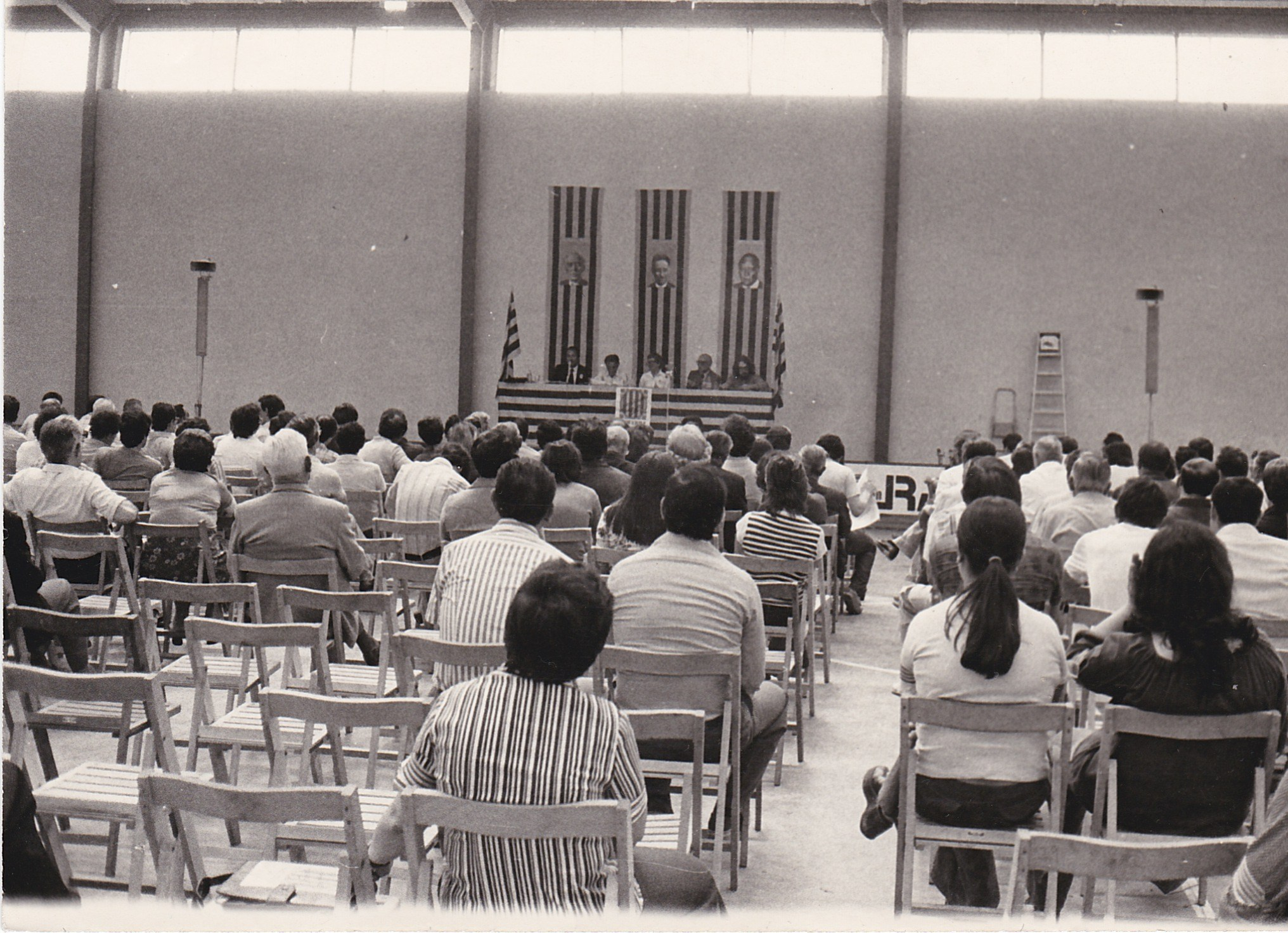
Acte polític d'Esquerra de Catalunya a Premià el 9 de juny de 1977

Aquesta heterogènia coalició va venir determinada perquè els partits integrants encara no havien estat legalitzats, però van poder participar en les eleccions gràcies a un partit polític instrumental legalitzat per militants de base del PTC. Va rebre el suport de la coalició Frente Democrático de Izquierdas, que es presentava arreu d'Espanya, però no a Catalunya.
Aquesta coalició va obtenir un diputat (Heribert Barrera) amb un 4,72% dels vots (143.954 vots). Barrera s'integraria en el Grup parlamentari basc-català i, després del trencament de la coalició, va romandre en la Minoria Catalana. Al senat va donar suport a la coalició progressista unitària Entesa dels Catalans.

## Resultats electorals
| Any  | Vots    | %    | Escons  |
| ---- | ------- | ---- | ------- |
| 1977 | 143.954 | 0,79 | 1 / 350 |